# Кульнево (Жирятинский район)
Кульнево — село в Жирятинском районе Брянской области, в составе Воробейнского сельского поселения. 
 Расположено в 5 км к северо-востоку от села Воробейня, на реке Пёс. Население — 168 человек (2010).
Имеется отделение почтовой связи, сельский Дом культуры, библиотека (упоминается с конца XIX века).

## История
Упоминается с начала XVIII века как деревня, бывшее гетманское владение, с 1761 — Разумовских (казачьего населения не имела).
До 1781 года входила в Почепскую (1-ю) сотню Стародубского полка; с 1782 по 1918 гг. в Мглинском повете, уезде (с 1861 — административный центр Кульневской волости). В 1918—1924 гг. — в Почепском уезде (также волостной центр); в 1924—1929 гг. — в Жирятинской волости Бежицкого уезда.
С 1841 года — село с каменной Сергиевской церковью (не сохранилась). К северо-западу от села, на другом берегу реки, в XVIII веке упоминается одноимённый хутор с винокуренным заводом, позднее включенный в состав села (ныне — посёлок Новосоветский; в середине XIX века также действовал сахарный завод). С конца XIX века работала земская школа.
С 1929 года — в Жирятинском районе, а при его временном расформировании (1932—1939, 1957—1985 гг.) — в Почепском районе. До 2005 года — центр Кульневского сельсовета.

## Галерея

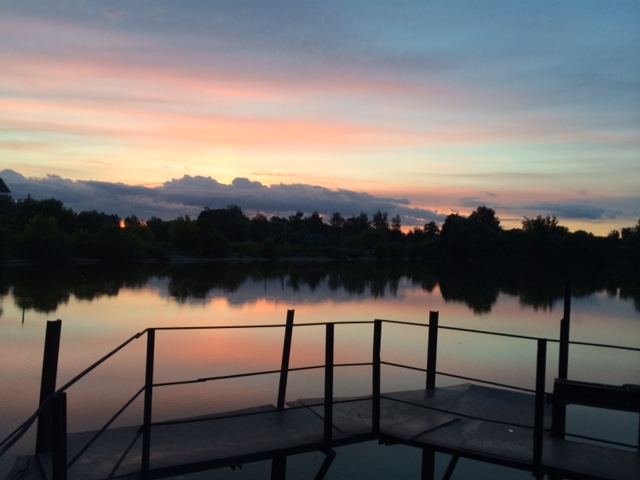
вид с плотины. Кульнево.
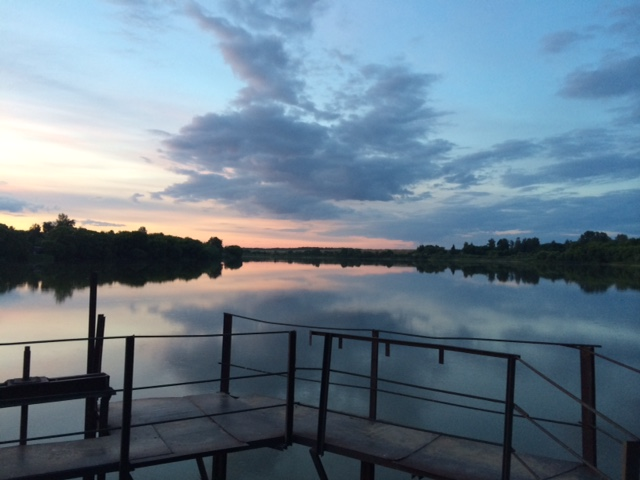
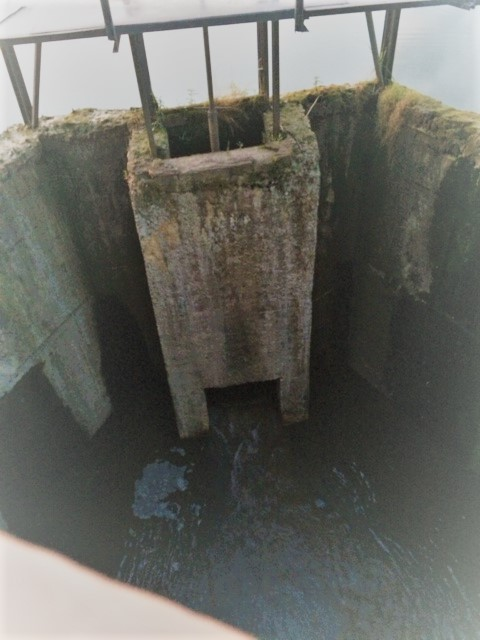
водосливное устройство.
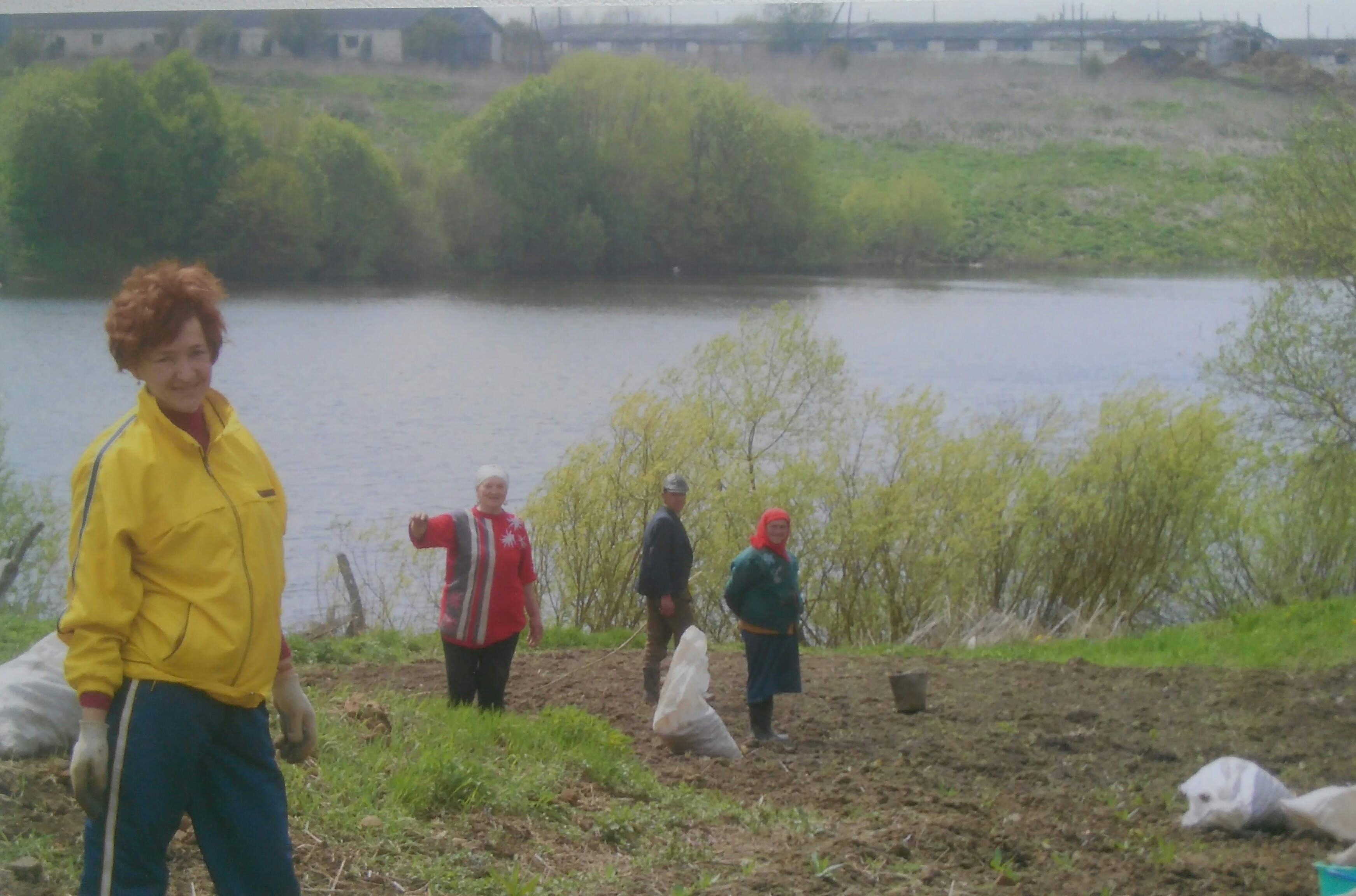
Посевная картофеля
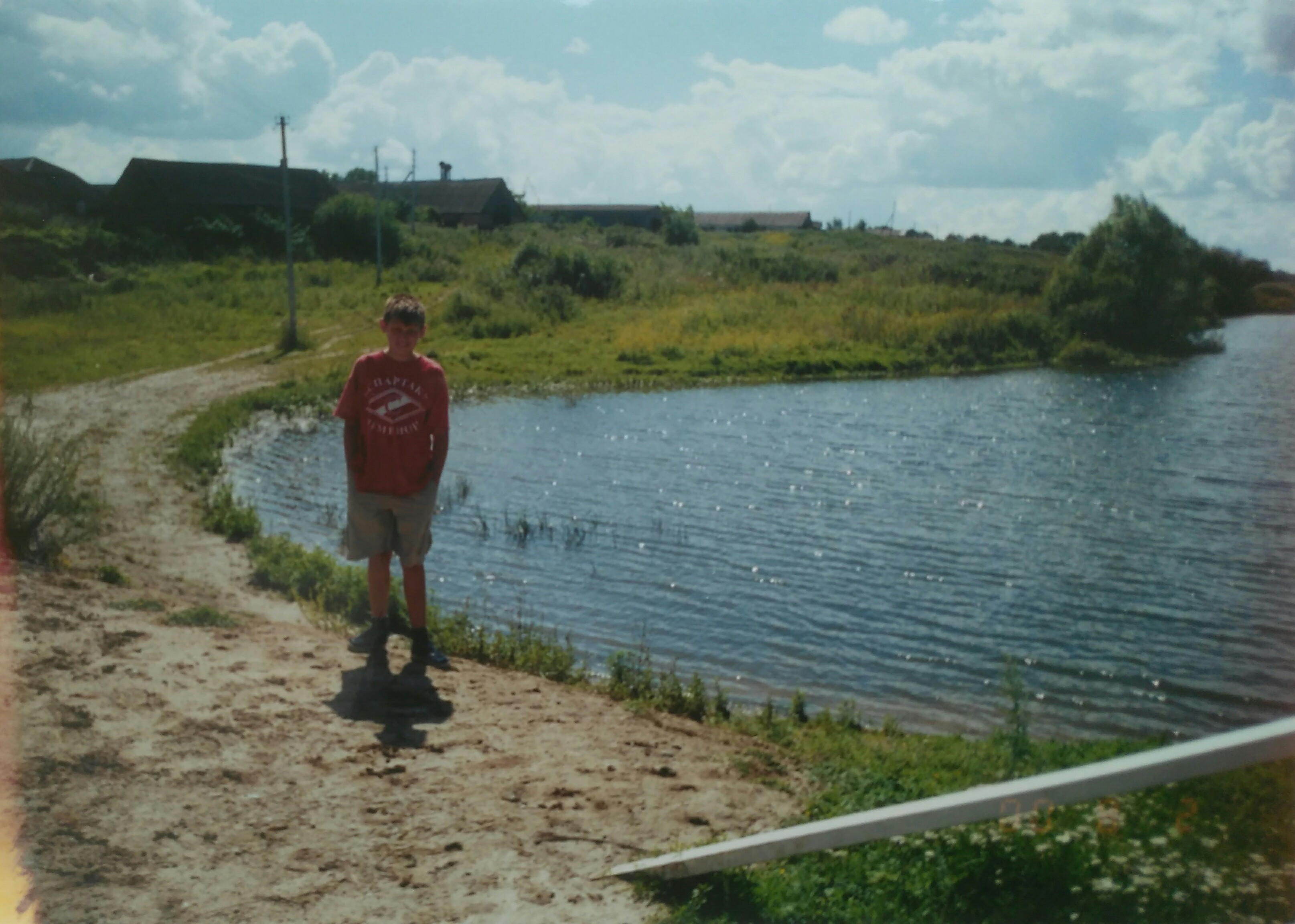